# Club Estudiantes de La Plata (voleibol)
O Club Estudiantes de La Plata,  é um clube poliesportivo argentino da cidade de La Plata com destaque também para o voleibol masculino e feminino, este último naipe que atualmente disputa a elite nacional.

## Histórico
Na década de 70 registram-se as origens do voleibol no clube, quando o naipe masculino sagrou-se campeão dos campeonatos Metropolitano e Argentino durante vários anos chegando a competir em torneios internacionais entre as melhores equipes do continente.No certame nacional competia  nos torneios da Associação de Voleibol Amador (ARVA) e mais tarde filiando-se a Federação Metropolitana de Voleibol.
Em meados dos anos 80 e início dos anos 90, não se registrou atividade neste departamento, voltando a desenvolver a prática  em meados da década de 90 nas variantes masculina e feminina.Em 2010 ambas variantes disputaram a divisão de honra da Federação Metropolitana, inciando as séries A1 (feminino) e A2 (masculino), época que iniciou a formação das categorias de base, sendo que um categoria masculina de base e duas categorias de base  no feminino competem em torneios da referida federação, tendo alguns de seus jogadores integrando  as seleções metropolitanas.
Em 2018 o time feminino conquistou o título da Liga A2 ao vencer  o Universitario (Córdoba) por 3-0 (25-9. 25-23, 25-19) e alcançou a promoção da Liga A1 de 2019.

## Voleibol feminino
Campeonato Sul-Americano de Clubes:
 0 Campeonato Argentino A1
- Quarto posto:2013-14

 0 Campeonato Argentino A2
- Campeão:2018

 0 Liga Metropolitana

## Voleibol masculino
0 Campeonato Argentino A1
 0 Liga Metropolitana